# Jake Jervis
Jake Mario Jervis (ur. 17 września 1991 w Wolverhampton) – angielski piłkarz grający na pozycji prawego napastnika. W sezonie 2021 występuje w klubie Seinäjoen Jalkapallokerho.

## Kariera juniorska
Jervis grał jako junior w Wolverhampton (2001–2003), w Shrewsbury Town (2003–2006) i w Birmingham City (2006–2009).

## Kariera seniorska

### Birmingham City U23
Jervis zadebiutował dla rezerw Birmingham City 1 września 2009 roku w meczu z rezerwami Arsenalu (przeg. 0:4). Pierwszą bramkę zawodnik ten zdobył 23 listopada 2009 roku w wygranym 1:2 spotkaniu przeciwko rezerwom Chelsea. Łącznie Anglik rozegrał dla tych rezerw 10 meczów, strzelając 3 gole.

### Plymouth Argyle
Jervis przeszedł do Plymouth Argyle 1 lipca 2015 roku. Debiut dla tego zespołu zaliczył 8 sierpnia 2015 roku w wygranym 0:2 spotkaniu przeciwko AFC Wimbledon. Pierwszego gola piłkarz ten strzelił 18 sierpnia 2015 roku w meczu z Carlisle United (wyg. 4:1), notując dublet. Łącznie w barwach Plymouth Argyle Anglik wystąpił w 127 spotkaniach, zdobywając 31 bramek.

## Sukcesy
Sukcesy w karierze klubowej:
- Football League Trophy – 1x, z Salford City, sezon 2019/2020
- EFL League Two – 1x, z Birmingham City, sezon 2009/2010
- EFL League Two – 2x, z Plymouth Argyle (sezon 2016/2017) oraz z Luton Town (sezon 2017/2018)